# Jirō Nagasawa
Pour les articles homonymes, voir Nagasawa.
Jirō Nagasawa (長沢 二郎, Nagasawa Jirō), né le 2 février 1932 à Numazu et mort le 23 mars 2010, est un nageur japonais. Il est reconnu comme l'inventeur de la nage papillon dans sa version moderne.

## Biographie
Jiro Nagasaw participe aux Jeux olympiques de 1952 à Helsinki et, entre 1945 et 1956, il établit cinq records du monde sur 200 m et 200 yards papillon. En 1954, il reçoit le Japan Sport Award et, deux ans plus tard, le USA Swimming Prize. En 1993, il est introduit à l'International Swimming Hall of Fame. Plus tard, il devient entraîneur olympique pour son pays.
Le 23 mars 2010, il meurt d'un cancer de la gorge à l'âge de 78 ans.